# Heterolepidoderma hermaphroditum
Heterolepidoderma hermaphroditum is een buikharige uit de familie Chaetonotidae. Het dier komt uit het geslacht Heterolepidoderma. Heterolepidoderma hermaphroditum werd in 1954 voor het eerst wetenschappelijk beschreven door Wilke. 